# Медведев, Евгений Михайлович
Евгений Михайлович Медведев (1932—1985) — советский ученый-индолог, специалист по истории средневековой Индии.
Ученик профессора-индолога Александра Михайловича Осипова (1897—1969). Характеризовался С. Д. Серебряным как историк с филологическими интересами.
Работал под руководством Г. Г. Котовского. Активный участник дискуссии об азиатском способе производства, развернувшейся вновь в 60-х годах XX века. Е. М. Медведев выступал против трактовки эксплуатации, как связанной только с частной собственностью.
Его собственным учеником был Андрей Михайлович Самозванцев.
Автор монографии «Южная Индия».
- Южная Азия. — М., 1971.
- Индия в литературных памятниках III—VII веков : Учебное пособие / сост. Е. М. Медведев. М. : Издательство Московского университета, 1984. — 168 с.
- Очерки истории Индии до XIII века (М.: Наука, 1990) — 331 с. — ISBN 5-02-016902-1[6]

С его предисловием были переизданы «Индийские сказки и легенды, собранные в Кумаоне в 1875 году И. П. Минаевым» (М., 1966).